# Zion Nemzeti Park
A Zion Nemzeti Park, vagy ismertebb nevén Zion Canyon a vörös navaho homokkőből a Virgin-folyó által kifaragott 24 kilométer hosszú, helyenként 800 méter mély, dús növényzettel és vízesésekkel, vízfolyásokkal tarkított gyönyörű kanyon.
Szemben a legtöbb amerikai kanyonnal a Zionnak nem a pereme, hanem az alja a legkönnyebben megközelíthető. Gyakorlatilag autóból, autóbuszból tekinthetjük meg ennek a mély kanyonnak az alját, illetve innen tehetünk gyalogtúrákat a pereme felé.

## Felfedezése
Bár a kanyonnak is teret adó térség az európaiak megérkezése előtt anasazi indián föld volt, nevét és képződményeinek elnevezését főként az 1858-ban a kanyont újrafelfedező mormonok vallásából kapta.
Így találhatunk a kanyonban olyan nevű képződményeket, mint az „Angels landing” (Angyalok földre szálló helye), vagy „The three patriarch”s (a három pátriárka).

## A Zion ma
A nemzeti park a környéken a Grand Canyon és Las Vegas után a leglátogatottabb látványosság. A park jelentős része autóval is bejárható, de a szűkebb Zion Canyonba (ami 9,7 kilométer hosszú és 800 méter mély) tavasztól őszig autóval nem lehet behajtani, a vendégeket ingyenes, gyakran forduló, földgáz üzemű buszok szállítják.
A park keleti bejárata közelében látható a sakktáblaszerű hasadékokkal recézett Checkerboard Mesa (sakktábla hegy).
A Zion kanyonba érve olyan látványosságokat láthatunk, mint a Three Patriarchs nevű hármas hegy, az Emerald Pools (smaragd medencék), ami több vízesés szakasz által szétválasztott három smaragd színű tavacska, a Könnyező Szikla (Weeping Rock), az óriási sziklatorony, az Angels Landing amire túraútvonal vezet fel és ami körül a Virgin-folyó ma is egy óriási ívet ír le, végül a Temple of Sinawava, ameddig az aszfaltút vezet. Innen a folyón felfelé még egy-két kilométer gyalogút vezet, de az egyre jobban szűkülő kanyonban felfelé már csak a folyón átgázolva vezet út.
A kanyonban, különösen a szűkülő szakaszokon rendszeres veszélyt jelent az ún. „flash flood” (gyors áradás) - az akár távoli záporokból eredő vízfolyam a folyó szintjét pillanatok alatt akár méterekkel is megemelheti – már eddig is több halálos áldozatot okozva.
1995-ben egy földcsuszamlás gátat képzett a Virgin folyón, aminek következtében 450 turista rekedt a kanyonban. A turisták kimentésére épült ideiglenes út kialakításához 24 óra kellett. A földcsuszamlás nyomai ma is látszanak a Three Patriarchs-tól északkeletre.